# Нихеб
Нихеб (или Нехеб)  — фараон додинастического периода, правивший в Нижнем царстве Древнего Египта в конце 4-го тысячелетия до н. э. и условно относящийся к нулевой династии.
О существовании Нихеба известно из первой строчки Палермского камня, где он упоминается в ряду других правителей долины Нила додинастического периода, имена которых сохранились на поверхности плиты до наших дней, шестым по счёту.
О жизни и деятельности этого фараона практически ничего не известно. Поскольку какие-либо материальные доказательства существования этого царя отсутствуют, он, как все додинастические фараоны, перечисленные на Палермском камне, может быть мифическим царем, память о котором сохранилась в устной народной традиции, или же и вовсе вымышленной генеалогической персоналией.
По мнению немецкого египтолога Людвига Давида Моренца, имя фараона в переводе приблизительно может означать «Связанный с плугом» (нем. Der zum Pflug gehörige).

### Имя

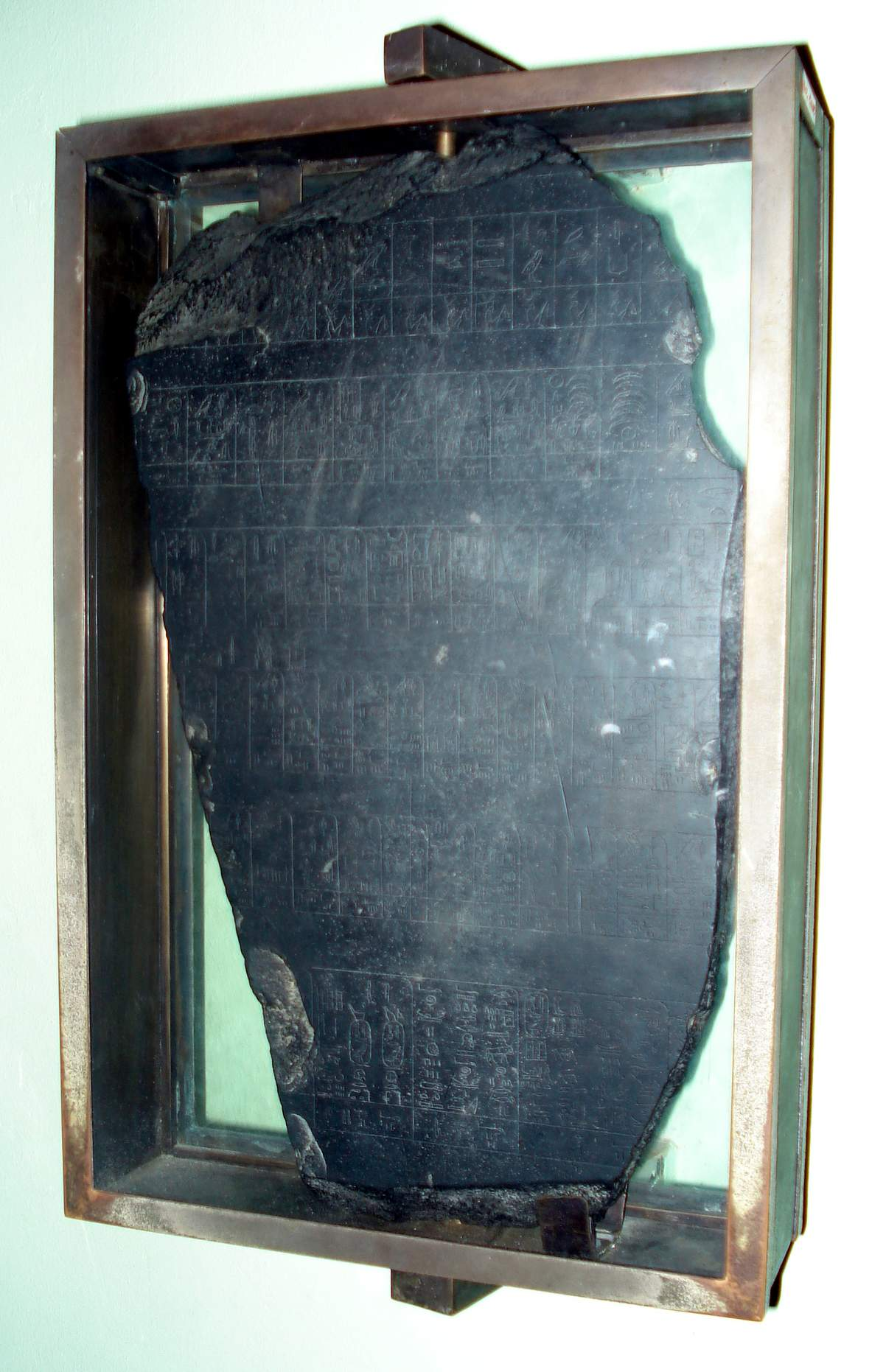
Палермский камень (основной фрагмент). Упоминание имени царя Тиу — в верхней строке четвёртое справа

|  |

|  |

|  |

|  |

|  |

|  |

|  |

|  |

| n | U13 |

| n | U13 |